# Ким Гил Ли
Ким Гил Ли (кор. 김길리: англ. Kim Gil-li, род. 1 июля 2004 года в Сеуле, Южная Корея) — южнокорейская шорт-трекистка, чемпионка мира и 3-кратный призёр чемпионатов мира. Выступает за команду Мэрии Соннама.

## Биография
Ким Гил Ли в раннем детстве с отцом любила кататься на роликовых коньках и велосипедах, но когда увидела знаменитую корейскую фигуристку Ким Ён А, захотела стать фигуристкой. В возрасте 7-ми лет у неё появились коньки и она взяла уроки катания, но не могла научиться прыгать. Кроме того, на катке рядом с домом не было занятий фигурным катанием, так что вместо этого всерьёз занялась шорт-треком. В 2010 году, когда училась в 5-м классе начальной школы Сонне Ким стала тренироваться в Корейском национальном университете спорта в Сеуле.
В 2020 году на дебютном чемпионате мира среди юниоров в Бормио Ким Гил Ли выиграла золотую медаль в беге на 1000 м. После пандемии коронавируса в 2022 году на чемпионате мира среди юниоров в Гданьске стала чемпионкой мира в забеге на 1500 м и выиграла серебряную медаль в беге на 1000 м. В сезоне 2022/23 она вошла в состав сборной и стартовала на Кубке мира в Монреале, где сразу заняла 2-е место в беге на 1500 м и 3-е на 1000 м. Через неделю на этапе в Солт-Лейк-Сити выиграла золото на 1500 м и в эстафете, а 13 ноября на чемпионате четырёх континентов в Солт-Лейк-Сити выиграла золотую медаль в женской эстафете.
В декабре Ким ещё трижды брала золото с командой в смешанной и женской эстафетах на этапе в Алма-Аты, а в январе на своём третьем чемпионате мира среди юниоров в Гданьске завоевала три золотые медали в забегах на 1000 м, 1500 м и в эстафете. В феврале на этапе Кубка мира в Дрездене она ещё раз выиграла дистанцию 1500 м и стала обладателем Кубка мира на этой дистанции. В марте дебютировала на чемпионате мира в Сеуле и стала серебряным призёром вместе с партнёршами по команде в женской эстафете. В забегах на 1000 и 1500 м заняла соответственно 7-е и 8-е места. 
В сезоне 2023/24 Ким Гил Ли на Кубке мира выиграла семь раз на дистанциях 1000 и 1500 м, став обладателем Кубка мира в забеге на 1500 м и в общем зачёте, взяв впервые "Хрустальный глобус". В конце сезона, в марте 2024 года на чемпионате мира в Роттердаме завоевала золотую медаль на дистанции 1500 м, также выиграла серебряную в забеге на 1000 м.

## Личная жизнь
Она учится на втором курсе факультета международного спорта Корейского университета.